# Храм Вознесения Господня (Ростов-на-Дону)
Храм Вознесения Господня — православный храм в Ростове-на-Дону, построенный в 1910—1913 годах на Братском кладбище. Строительство храма осуществлялась на средства купцов Герасимова, Мясникова и Сафонова под руководством архитектора Григория Васильева. Главный престол освящён в честь Вознесения Господня. Боковые приделы — в честь Адриана и Наталии и в честь Иоанна Богослова. Церковь имеет статус объекта культурного наследия регионального значения.

## История
В 1892 году после эпидемии холеры за городской чертой возникло кладбище, получившее название Братского. Оно стало самым большим кладбищем Ростова-на-Дону. Первое время на нём не было даже часовни.
С 1891 по 1908 год на Новой Базарной площади велось строительство Александро-Невского собора. На этот период рядом располагалась временная каменная церковь, построенная по проекту Сергея Загоскина. После освящения собора было принято решение не сносить эту церковь полностью, а разобрать и перевезти строительный материал на Братское кладбище для строительства там нового храма.
Перенос храма осуществлялся на средства купцов Герасимова, Мясникова и Сафонова. Строительство велось под руководством городского архитектора Г. Н. Васильева.
В архитектуре храма присутствовали элементы неовизантийского и неорусского стилей. Изначально храм имел одну большую главу и четыре малые главки. Для оформления фасадов использовалась кирпичная облицовка. Над западным входом возвышалась шатровая звонница. Основной объём храма завершался куполом с главкой. Размеры храма составляют 38×20 м..
В 1929 году храм был закрыт советскими властями. В его помещении устроили склад стадиона «Динамо». В 1933 году после обращения Успенской общины к властям в храме возобновились богослужения. В 1937 году храм был повторно закрыт. В 1930—1940-х годах были разрушены звонница и купол храма. В 1942 году во время немецкой оккупации храм был вновь открыт. Официальное открытие храма состоялось в 1946 году, и с тех пор богослужения не прекращались.
В конце 1990-х годов проводились реставрационные работы, в ходе которых была восстановлена колокольня и купол. Во второй половине 2000-х годов проводилась реконструкция внутреннего убранства храма.